# Barón Samedi

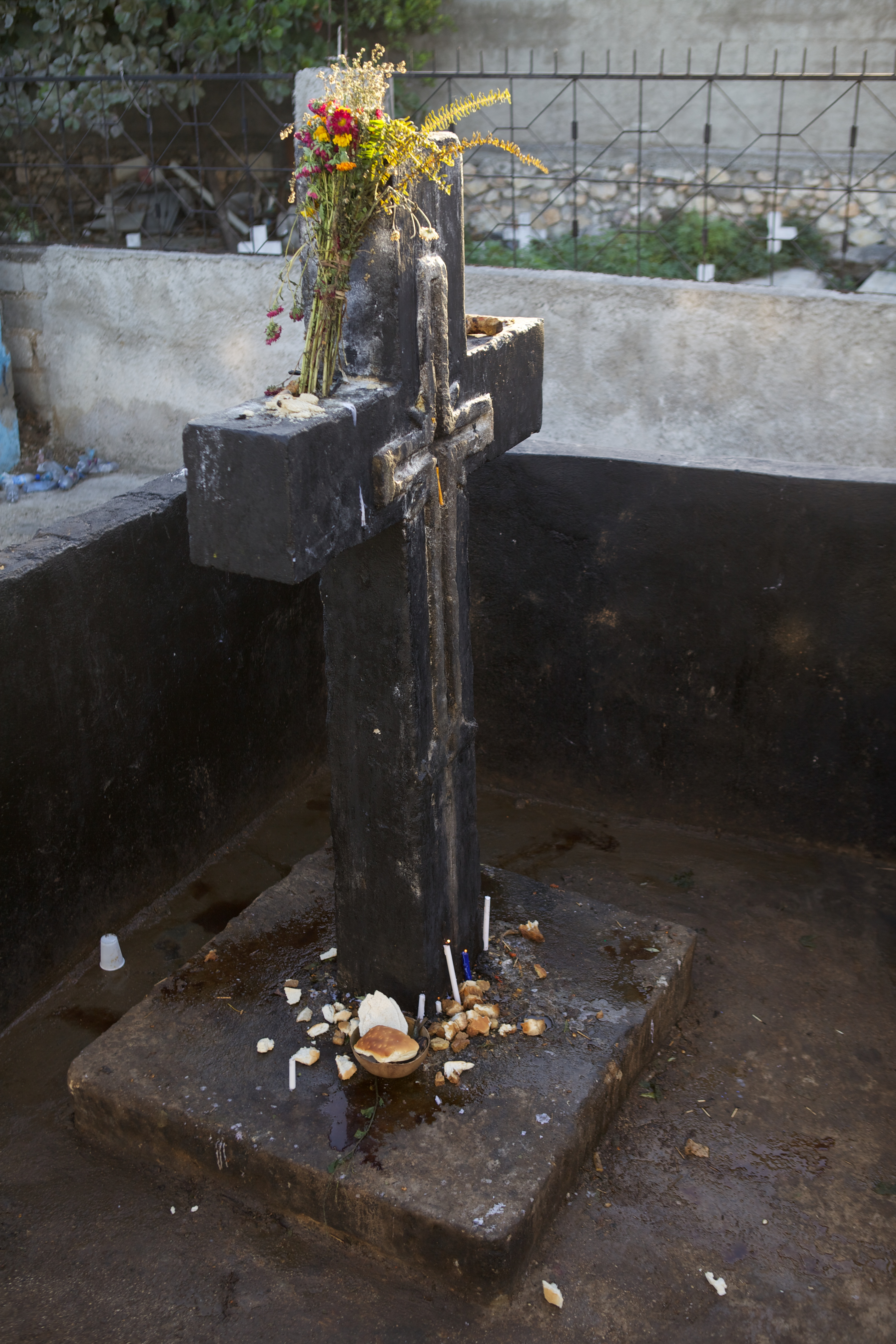
Cruz del Barón Samedi.

Barón Samedi (En francés: Baron Samedi, y en criollo haitiano: Bawon Samdi. Etimológicamente samedi significa sábado en francés, así que es normal a veces encontrar una transcripción del nombre en español como Barón Sábado.) Es uno de los loa del vudú haitiano. Samedi es un loa de los muertos, junto con muchas otras encarnaciones de Barón, Barón Cimetière, Barón La Croix y Barón Kriminel. Está sincretizado con San Martín de Porres. A menudo se le describe portando un sombrero de copa, traje de chaqueta negro, cuencas vacías en lugar de ojos y tapones de algodón en los orificios de la nariz. Tiene la cara pintada de blanco como una calavera y habla con voz nasal.
Es el jefe de la familia de los Guédé. Su esposa es la loa Maman Brigitte.

## Reseña
El Barón Samedi se suele representar con sombrero de copa, frac negro, anteojos oscuros y tapones de algodón en las fosas nasales, como para parecerse a un cadáver vestido y preparado para el entierro al estilo haitiano. Con frecuencia se lo representa como un esqueleto (pero a veces como un hombre negro que simplemente tiene la cara pintada como una calavera) y habla con voz nasal. El expresidente vitalicio de Haití, François Duvalier conocido como Papa Doc, modeló su culto a la personalidad en base al barón Samedi; A menudo se le veía hablando con un tono nasal profundo y con gafas oscuras.
Se destaca por la disrupción, la obscenidad, el libertinaje y por tener una afición particular por el tabaco y el ron. Además, él es el loa de la resurrección, y en esta última capacidad a menudo es llamado para sanar por aquellos que están cerca o que se acercan a la muerte, ya que solo el Barón puede aceptar a un individuo en el reino de los muertos.
El Barón Samedi pasa la mayor parte de su tiempo en el reino invisible de los espíritus vudú. Es conocido por su comportamiento indignante, maldiciendo continuamente y haciendo bromas obscenas a los otros espíritus. Está casado con otro espíritu poderoso conocido como Maman Brigitte, pero a menudo persigue a mujeres mortales. Le encanta fumar y beber y rara vez se le ve sin un puro en la boca o un vaso de ron en sus huesudos dedos. El barón Samedi generalmente se encuentra en la encrucijada entre los mundos de la muerte y los vivos. Cuando alguien muere, cava su tumba y saluda su alma después de haber sido enterrados, llevándolos al inframundo.
Se sabe que el Barón hace tratos con humanos que quieren su poder a su disposición. O, si quiere que un ser humano en particular se conecte a él, iniciará este proceso. Considerando que el trato es favorable, lo hará. Esto suele ir precedido de una especie de aventura que compartirán los dos. Quiere saber quiénes son antes de aceptarlos en su círculo, y si un humano tiene lo que quiere, se asegurará de que el precio sea uno que el humano esté más que dispuesto a pagar.

Veve.

## Conexión a otras loas
El Barón Samedi es el líder de los Guédé, loa con vínculos particulares con la magia, el culto a los antepasados y la muerte. Estos espíritus inferiores se visten como el barón y son tan groseros y toscos, pero no tan encantadores como su maestro. Ayudan a llevar a los muertos al inframundo.

## Actividades
Además de ser el amo de los muertos, el Barón Samedi también es un dador de vida. Puede curar a los mortales de cualquier enfermedad o herida, siempre que crea que vale la pena. Sus poderes son especialmente grandes cuando se trata de maldiciones vudú y magia negra. Incluso si alguien ha sido afectado por un maleficio que lo lleva al borde de la muerte, no morirá si el barón se niega a cavar su tumba. Mientras el Barón los mantenga alejados del suelo, estarán a salvo.
También se asegura de que todos los cadáveres se pudran en el suelo para evitar que cualquier alma sea devuelta como zombi. Lo que exige a cambio depende de su estado de ánimo. A veces se contenta con que sus seguidores visten ropas negras, blancas o moradas o utilicen objetos sagrados; simplemente puede pedir un pequeño obsequio de puros, ron, café negro, maní asado o pan. Pero a veces el Barón requiere una ceremonia de vudú para ayudarlo a cruzar a este mundo. 

## En otros medios

### Televisión
- Barón Samedi aparece en la segunda temporada de Cloak & Dagger, interpretado por Justin Sams.[6] En el episodio "Two Player", Samedi residía en la Dimensión Oscura y se podía encontrar notablemente en Fun Arcade Games, una sala de juegos en la que fue visitado por Tyrone Johnson, quien lo dejó quedarse para jugar el juego Duelo en D'Spayre, un juego de arcade y negándose a regresar al mundo real porque sentía que allí no había nada bueno para él. Samedi finalmente recibió un segundo visitante en su tienda: Tandy Bowen, quien había venido a traer de vuelta a su amigo y decidió darle la oportunidad de completar su misión y le permitió jugar con Tyrone, prometiendo dejarlos ir a ambos si Tandy lograba convencer a Tyrone de que se fuera. Resultó que Tandy no pudo completar el juego debido a que se enfrentó a D'Spayre en su etapa final. Después, Tandy le suplicó a Tyrone que volviera a casa e insistió en conocer su respuesta. Sin embargo, durante el tiempo que Tyrone dudó, Samedi se enteró de que Evita Fusilier se había casado con él a cambio de la vida de Tyrone. Como resultado, Samedi expulsó a Tandy y Tyrone de la Dimensión Oscura para prepararse para conocer a su novia.
- Se revela que Barón Samedi es la verdadera identidad de Mambo Marie LeFleur, interpretada por Skye Marshall, en la cuarta temporada de Chilling Adventures of Sabrina, presentada en la tercera temporada, desarrollando una relación romántica con Zelda Spellman.
- Aparece en la segunda temporada de American Gods, interpretado por Mustafa Shakir.
- Aparece como un Cracher-Mortel en la segunda temporada de Grimm, interpretado por Reg E. Cathey; una criatura sobrenatural parecida a un pez globo que puede crear un tipo de zombis

### Película
- Aparece como un villano en Vive y deja morir, interpretado por Geoffrey Holder.
- Aparece en Sugar Hill (1974), interpretado por Don Pedro Colley.
- Aparece en Zombi Child, interpretado por Nehémy Pierre-Dahomey.
- El personaje villano de Disney Dr. Facilier en la película animada de 2009 The Princess and the Frog está inspirado en el Barón Samedi. la película también implica que los amigos del otro lado también sirven debajo de él.

### Videojuegos
- Aparece como un personaje jugable en el videojuego SMITE.
- Es uno de los protagonistas y jefe principal en el videojuego Akuji the Heartless (1998) de PlayStation.
- Barón Samedi inspiró el personaje de Bwonsamdi,[7] un poderoso Loa de la Muerte para la raza de los troles en el juego World of Warcraft.
- Aparece como un avatar de Nyarlathotep en la séptima edición del juego de rol Call of Cthulhu de Chaosium.
- Aparece como un personaje jugable en los juegos de James Bond GoldenEye 007 (1997), James Bond 007: Nightfire (2002), James Bond 007: Everything or Nothing (2003) y 007 Legends (2012).

### Otros
- Inspirado en el personaje de Chimney Man en el musical Jelly's Last Jam.[8]
- Aparece como una entidad en el ciberespacio en Conde Cero de William Gibson, la secuela de Neuromante.
- Aparece bajo el nombre de "El Señor del Sabbath" en el libro del mismo nombre de Mariana Palova.
- Es un personaje del cómic "Los Invisibles" de Grant Morrison.
- Una vulnerabilidad de escalada de privilegios causada por un desbordamiento de búfer basado en el montón en el programa informático sudo se denominó Bawon Samdit como una combinación de Barón Samedi y (la aplicación vulnerable).[9][10][11][12]
- Es uno de los anfitriones del juego de mesa ATMOSFEAR (1992) en este juego está representado como un zombi amante de la música y la fiesta, el cual te va dando órdenes durante una hora.
- Aparece como uno de los personajes del álbum conceptual de King Diamond "Voodoo" https://es.wikipedia.org/wiki/Voodoo_(%C3%A1lbum) , del año 1998.